# 大錘

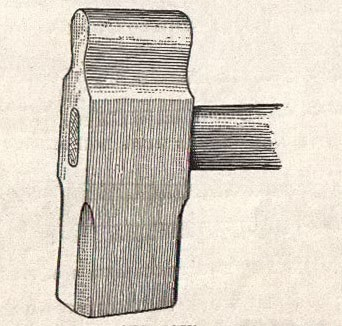
1899年，美国一本書上的一幅大锤插圖

大锤是一种常見的工具，它的頭部是一个大而扁平的金属，該金屬與一個长柄互相連接。人們在使用大錘時一般會握住长柄，這樣才能用的上力氣。